# Полисульфиды цезия
Полисульфи́ды це́зия — бинарные химические соединения цезия и серы с формулой Cs2Sn (где n = 2÷6), молекулы которых, как и у других полисульфидов, содержат димерные/полимерные цепочки атомов серы —S(n)—. При нормальных условиях — жёлто-бурые кристаллы.

## Получение
- Сплавлением сульфида цезия с серой получается смесь полисульфидов:

{\displaystyle {\mathsf {Cs_{2}S+{\mathit {n}}S\ {\xrightarrow {\tau ^{o}C}}\ Cs_{2}S_{{\mathit {n}}+1}}}}
результат можно контролировать количеством серы и температурой реакции. Также эту реакцию можно проводить в подщелочённом кипящем водном растворе.

## Физические свойства
Полисульфиды цезия — это твёрдые вещества жёлто-бурого цвета. 
Расплавы — тёмно-коричневые подвижные жидкости.
Хорошо растворяются в воде, растворы имеют тёмно-жёлтый цвет.
| Полисульфид | Молярная масса | Плотность | Температура плавления (°С) | Внешний вид       | Кристаллогидрат |
| ----------- | -------------- | --------- | -------------------------- | ----------------- | --------------- |
| Cs2S2       | 329,94         |           | 460                        | тёмно-красный     | Cs2S2·H2O       |
| Cs2S3       | 362,01         |           | 217                        | оранжевый         |                 |
| Cs2S4       | 394,06         |           |                            | жёлтый            |                 |
| Cs2S5       | 426,14         | 2,806     | 210                        |                   | Cs2S5·H2O       |
| Cs2S6       | 458,21         | 3,076     | 185                        | красно-коричневый |                 |

## Химические свойства
- При сильном нагревании разлагаются с выделением серы:

{\displaystyle {\mathsf {Cs_{2}S_{\mathit {n}}\ {\xrightarrow {>600^{o}C}}\ Cs_{2}S+({{\mathit {n}}-1})S}}}
- Водные растворы имеют щелочную реакцию из-за гидролиза по аниону:

{\displaystyle {\mathsf {S_{\mathit {n}}^{2-}+H_{2}O\ \rightleftarrows \ HS_{\mathit {n}}^{-}+OH^{-}}}}
- При комнатной температуре разлагаются разбавленными кислотами с выделением серы:

{\displaystyle {\mathsf {Cs_{2}S_{\mathit {n}}+2\ HCl\ {\xrightarrow {20^{o}C}}\ 2\ CsCl+H_{2}S\uparrow +({{\mathit {n}}-1})S\downarrow }}}
- При низкой температуре и концентрированной кислоте удаётся получить полисульфаны:

{\displaystyle {\mathsf {Cs_{2}S_{\mathit {n}}+2\ HCl\ {\xrightarrow {-15^{o}C}}\ 2\ CsCl+H_{2}S_{\mathit {n}}}}}
- Во влажной среде и на свету полисульфиды цезия окисляются кислородом воздуха:

{\displaystyle {\mathsf {2\ Cs_{2}S_{\mathit {n}}+2\ H_{2}O+O_{2}\ {\xrightarrow {\ }}\ 4\ CsOH+2{\mathit {n}}S}}}